# Tierp (Gemeinde)
Koordinaten: 60° 21′ N, 17° 31′ O

Tierp ist eine Gemeinde (schwedisch kommun) in der schwedischen Provinz Uppsala län und der historischen Provinz Uppland. Der Hauptort der Gemeinde ist Tierp.

## Geographie
Durch die Gemeinde führen die Europastraße 4 und die Eisenbahnlinie Gävle–Uppsala.

## Geschichte
Bereits früh entdeckten die Menschen die Eisenvorkommen in der Gemeinde, sodass es heute einige Grubenanlagen zu besichtigen gibt. Vorteilhaft erwies sich hierbei die Nähe zum Dalälven, da die Wasserkraft zum Antrieb der Grubengeräte genutzt werden konnte.
Im Oktober 2007 wurde die neue Straßenführung der Europastraße 4 eröffnet werden. Die Strecke verlief bisher durch mehrere kleinere Ortschaften und war somit keine für den Fernverkehr auslegte Strecke. Die neue Strecke ist 78 Kilometer lang und verläuft von Uppsala über Tierp bis nach Mehedeby. Während der Bauphase nutzten Archäologen die Möglichkeit zu Grabungen und gruben vielfach Funde aus vergangenen Epochen aus.

## Wappen
Beschreibung: In Rot eine goldene Hopfenranke mit zwei Blätter und einer Frucht.

## Orte
Orte (schwedisch tätorter) in der Gemeinde sind:
- Mehedeby
- Månkarbo
- Karlholmsbruk
- Skärplinge
- Söderfors
- Tierp
- Tobo
- Örbyhus

Des Weiteren gibt es noch einige kleinere Orte (småorter).

## Partnerstädte
Die Gemeinde Tierp hat fünf Partnerstädte:
- Forssa, Hauho, Janakkala
- Nörre Djurs
- Vågå

Außerdem arbeitet Tierp offiziell mit zwei weiteren Städten zusammen:
- Sarajevo
- Valga

## Persönlichkeiten
- Halle Janemar (1920–2016), Radrennfahrer und Eisschnellläufer, geboren in Vendel
- Ove Kant (1929–1997), Regisseur, Drehbuchautor und Schauspieler